# Kirchworbis
Kirchworbis település Németországban, azon belül Türingiában. Lakosainak száma 1305 fő (2023. december 31.).

## Népesség
A település népességének változása:
| Lakosok száma | 1335 | 1329 | 1315 | 1336 | 1305 |
|               | 2017 | 2019 | 2021 | 2022 | 2023 |